# هنرييت لويز دي فالدنر دي فرويندشتاين

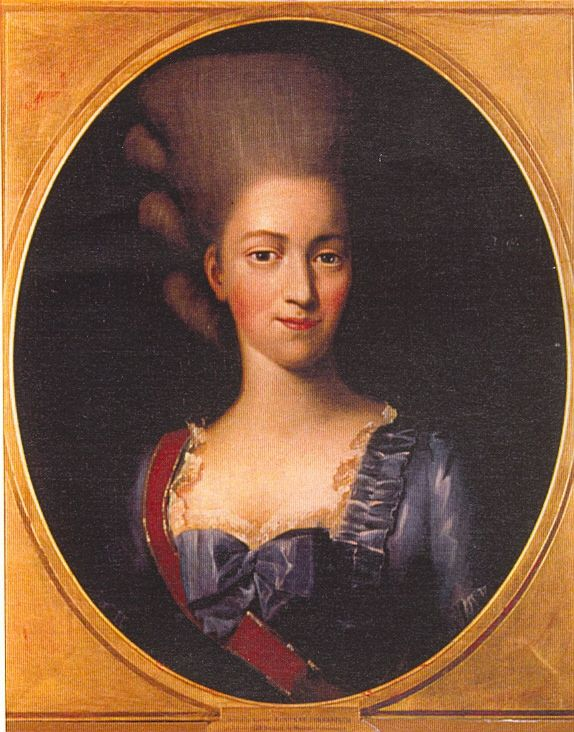
صورة للبارونة دي أوبركيرش.

هنرييت لويز دي فالدنر دي فرويندشتاين، المعروفة بالبارونة دي أوبيركيرش، وُلدت في 5 يونيو 1754 في شفيغوز-تان بمنطقة الألزاس، وتوفيت في 10 يونيو 1803. اشتهرت بتأليف مذكراتها التي توثق الحياة في أوروبا خلال عصر التنوير، حيث تتوقف عند عام 1789.

## سيرتها
والداها هو فرانسوا لويس فون فالدنر دي فرويندشتاين، الذي حمل لقب بارون ثم كونت، وكان قائدًا لسلاح الفرسان، وويلهلمين أوغوست دي بيركهايم دي ريبوفييه. بعد وفاة والدتها عام 1757، أصبحت يتيمة وتولت رعايتها عرّابتها إيف دي وورمسر، التي غرست فيها حب الفنون واللغات والموسيقى.
تزوجت هنرييت لويز فالدنر دي فرويندشتاين من البارون شارل فريدريك سيغفريد دي أوبيركيرش عام 1776. وهي حفيدة فريدريك-لويس دي فالدنر دي فرويندشتاين وشقيقة غودفروي فالدنر دي فرويندشتاين.
رُزقت هنرييت وشارل بابنة تُدعى ماري-فيليبين فريدريك دوروثي (1777-1827)، التي تزوجت عام 1798 من الكونت لويس سيمون دي برنارد دي مونبريزون، رئيس المجلس العام لمنطقة الباس-رين.
كانت البارونة على دراية واسعة بحياة البلاط، وكانت صديقة طفولة للدوقة الكبرى ماري فيودوروفنا، التي وُلدت باسم صوفي-دوروثي دي فورتمبيرغ وأصبحت لاحقًا إمبراطورة روسيا. كما كانت على معرفة بالأديب يوهان غوته، الذي كتب لها بعض الرسائل والتقاها في مونبليار وستراسبورغ. في عام 1776، وقع الكاتب الألماني ياكوب ميخائيل راينهولد لينتس في حبها بشدة، واستوحى من هذا الحب عدة أعمال أدبية، من بينها قصائد (An W.-)، ورواية Der Waldbruder (الناسك في الغابة)، ومسرحية غير مكتملة (Henriette von Waldeck, Die Laube).
عاشت البارونة وكتبت عن مجتمع البلاط في مسقط رأسها الألزاس، وكذلك في مونبليار وشتوتغارت، وأمضت معظم وقتها في باريس وفرساي. زارت بلاط الملك لويس السادس عشر في أعوام 1782 و1784 و1786، وتقدم كتاباتها لمحة عن حياة الطبقة العليا في أواخر عهد النظام القديم.

## عمل فني
- مذكرات البارونة أوبركيرش عن بلاط لويس السادس عشر والمجتمع الفرنسي قبل عام 1789 ، نشرها كونت مونبريسون، حفيدها، باريس، 1853، شاربانتييه، مجلدان. النسخة الرقمية

## تكريمات
يحمل شارع في مدينة ستراسبورغ، في حي روبرسو، اسمها وهو "شارع البارونة دي أوبيركيرش". كما يوجد شارع باسمها في قريتها الأصلية شفيغوز-تان.

## الملاحظات والمراجع
1. 1 2  Mengus, Nicolas. Ces Alsaciens qui ont fait l'histoire. ص. 148. ISBN:978-2-917875-87-2. OCLC:1010595094. اطلع عليه بتاريخ 2021-01-31.
2. ↑  Maurice Moszberger (dir.), Dictionnaire historique des rues de Strasbourg, Le Verger, Barr, 2012 (nouvelle éd. révisée), ص. 423
 (ردمك 9782845741393).

### فهرس
- دومينيك ماري، إغراءات البارونة دي أوبركيرش :المذكرات بين السيرة الذاتية والرواية ، المطابع الجامعية الفرنسية، بيزانسون، 1984 ( 1 الأولى )، 98 ص.(ردمك 978-2-84627-039-7)
- كريستين مولر، هنرييت لويز دي أوبركيرش "في نساء الألزاس " :من سانت أوديل إلى لويز فايس. بورتريهات نساء متمردات ، إصدارات بلاس ستانيسلاس، 2009، ص. 73-86

(ردمك 978-2-35578-039-4)
- قاموس جديد للسيرة الذاتية الألزاسية ، إشعار بقلم جولز كيلر، المجلد. 28، ص. 2866

- مذكرات البارونة أوبركيرش، بصمة روح جميلة (1754-1789). طبعة مختصرة قدمها فرانسوا فيجنيرون، مونتبيليارد 2015، 233 صفحة.(ردمك 978-2-9551384-0-3)
- مذكرات البارون أوبركيرش، الذي كتب قصيدة جميلة (1754-1789). الطبعة الألمانية الأولى، ترجمة أندريا وورث، نشر فرانسوا فيجنيرون، كيل 2015، 254 صفحة.(ردمك 978-2-9551384-3-4)